# Weingut Bergdolt
Das Weingut Bergdolt - Klostergut St.Lamprecht ist ein Weingut. Es liegt im Stadtteil Duttweiler der Stadt Neustadt an der Weinstraße im deutschen Weinbaugebiet Pfalz.

## Geschichte
Die Hofanlage stammt aus dem Spätbarock. Es handelt sich um einen klassizistisch überformten Walmdachbau. Die Toranlage trägt die Jahreszahlen 1754 und 1757. Die Gebäude des Weingutes sind denkmalgeschützt.
Am 2. Oktober 1754 erhielt der Mennonit Jakob Bergdolt aus Wachenheim die Erbpacht für das Klostergut St. Lamprecht in Duttweiler von der Universität Heidelberg. Der Kaufpreis betrug 2300 Gulden. Jakob Bergdolt und sein Sohn Johannes bauten nach dem Kauf erstmals Wein auf den Flächen des ehemaligen Universitätsgutes an. Der Erbbestandsbrief enthält die Klausel, dass bei Erbfolgen keine Zerkleinerung des Besitzes erfolgen darf. Daher befindet sich das Weingut seit acht Generationen ununterbrochen im Familienbesitz. Seit 1972 ist Rainer Bergdolt Inhaber und Kellermeister des Weinguts. 2009 trat seine Tochter Carolin in den Familienbetrieb ein. Im gleichen Jahr begann das Weingut mit der Umstellung auf ökologischen Weinbau. Seit 1993 gehört das Weingut dem Verband Deutscher Prädikatsweingüter (VDP) an.

## Produktion
Die Anbaufläche beträgt 30 Hektar. Aus dieser Fläche gehen jährlich zwischen 140.000 und 150.000 Flaschen Weiß- und Rotwein hervor. Die mit rund 35 % am häufigsten angebauten Rebsorten sind Weißburgunder und Riesling. Mit 15 % belegt Spätburgunder Rang drei. Daneben werden in geringeren Mengen Silvaner, Sauvignon Blanc, Gewürztraminer, Cabernet Sauvignon, Dornfelder, Merlot, Cabernet Dorio, St. Laurent, Chardonnay und Auxerrois angebaut.
Neben Wein stellt das Gut auch Sekte her und bietet Weinbrand aus eigenen Trauben an.